# Burkea
Burkea é um género botânico pertencente à família Fabaceae.
- Commons
- Wikispecies